# Taenaris alocus
Taenaris alocus is een vlinder uit de familie Nymphalidae. De wetenschappelijke naam van de soort is voor het eerst geldig gepubliceerd in 1950 door Brooks.